# جامع نفتلي (حمزة بن عبد المطلب)
جامع نفتلي أو جامع حمزة بن عبد المطلب، من مساجد العراق الأثرية التراثية القديمة، انشيء الجامع في عام 1233هـ/1817م، ويقع في في مدينة كركوك في منطقة السوق الكبير، وجرى تعميره وتجديده عام 1405هـ/ 1985م، ولم يبق من آثار الجامع القديم سوى الجزء السفلي من المنارة، وأجزاء من المحراب القديم، حيث جرى الحفاظ عليها واعادة ترميمها، وتبلغ مساحة الجامع 1000م2، ويحتوي الجامع على حرم واسع تعلوهُ قبة عالية فضية اللون، ويحمل القبة أربعة أعمدة، وفي داخل جدار الحرم بني محراب ومنبر بطريقة حديثة.